# Zhao Mo
 (octobre 2018).
Si vous disposez d'ouvrages ou d'articles de référence ou si vous connaissez des sites web de qualité traitant du thème abordé ici, merci de compléter l'article en donnant les références utiles à sa vérifiabilité et en les liant à la section « Notes et références ».
Zhào Mò (mort en 122 AÈC) ou Triệu Mạt, est le deuxième roi de la Nanyue (Nam Việt). Il règne de 137 AÈC à 122 AÈC. C'est le petit-fils de Zhao Tuo.